# Los Pasajes
Los Pasajes es un caserío peruano ubicado en el distrito de Yamango, perteneciente a la provincia de Morropón del departamento de Piura, al norte del Perú. 

## Ubicación
Los Pasajes se ubica al noreste de la provincia de Morropón, en el distrito de Yamango, en el departamento de Piura.

## Demografía
En 2017 Los Pasajes tenía una población de 39 habitantes.